# 光叶山小橘
光叶山小橘（学名：Glycosmis craibii var. glabra）为芸香科山小橘属下的一个变种。

## 扩展阅读
- 維基物種上的相關：光叶山小橘